# أصلي النشأة (جيولوجيا)

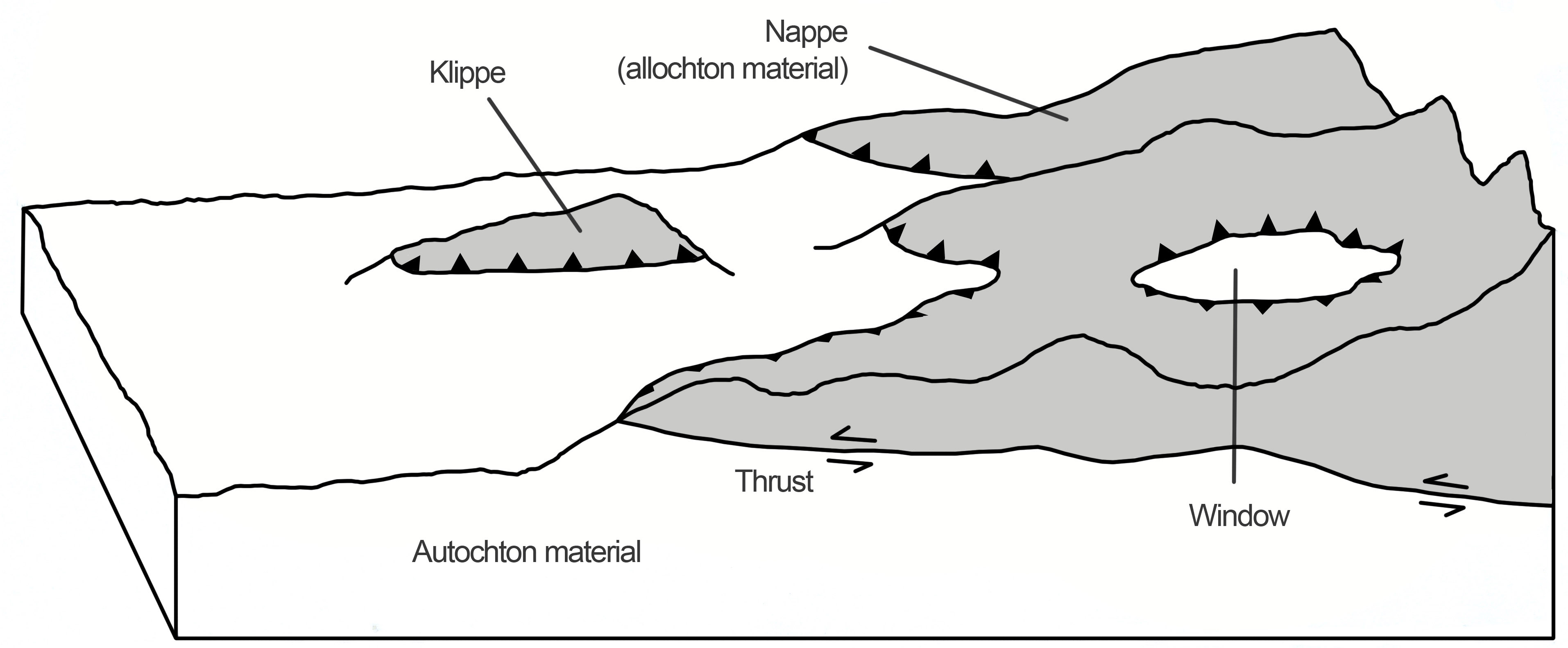
نظرة عامة تخطيطية لنظام الدسر. تسمى كتلة الجدار المعلق (عندما يكون لها نسب معقولة) فريش الدسر الذي يتراكب مع المادة أصلية النشأة (غير المنقولة). يُطلق على الفتحة الموجودة في الفريش والتي تكشف عن المادة الأصلية المزروعة نافذة. كليبي هو نتوء انفرادي للفريش في منتصف المواد الأصلية.

إن أصلي النشأة في الجيولوجيا البنيوية عبارة عن كتلة كبيرة أو كتلة صخرية تكون في مكانها الأصلي نسبةً إلى صخرها السفلي أو الأساس. ويمكن وصفها بأنها متجذرة في صخور الطابق السفلي لها في المقابل كتلة جليبة النشأة أو فريش الدسر التي تم نقلها من موقعها التشكيل.
على الرغم من أن أصلي النشأة ربما يكون قد شهد بعض التغيير الطفيف، إلا أن كتلة متجانسة قد تحركت على بعد بضعة كيلومترات على الأقل.   إذا كان لجليب النشأة المغطي فتحة أو فتحة تكشف المادة الأصلية ذات الصلة، فإن الثقب يسمى نافذة (أو فنستر).
الرواسب أصيلة النشأة هي رواسب توجد في موقع ترسب أو بالقرب منها.
أصل المصطلح من اللغة اليونانية: "autos" تعني الذات، و "chthon" تعني الأرض.